# Johannes Schöne
Johannes Schöne dit Hans Schöne (né le 23 avril 1920 à Oberhausen et mort le 3 août 1989 à Babelsberg) était un footballeur et entraîneur allemand puis est-allemand.

## Biographie
En tant que milieu de terrain, Johannes Schöne fut international est-allemand à trois reprises (1954) pour aucun but inscrit. Il affronta la Roumanie, la Pologne et la Bulgarie.
Bien qu'étant allemand, il commença sa carrière dans le club néerlandais du PSV Eindhoven, remportant le championnat en 1935, puis il revient en Allemagne au TSV Weißwasser, puis au SV Gelb-Weiß Görlitz, ensuite au SG SS Straßburg, remportant la Gauliga Elsass en 1942, puis au Spvgg Breslau 02. Il joua ensuite en RDA au SG Cottbus-Ost puis au BSG Rotation Babelsberg. Avec 38 buts inscrits lors de la saison 1950-1951, il termina meilleur buteur du championnat est-allemand, ce qui constitue un record non battu par la suite.
Il entraîna trois clubs est-allemands (KVP Vorwärts Potsdam, SC Potsdam et Motor Babelsberg) mais il ne remporta rien.

## Clubs

### En tant que joueur
- 1932-1937 :  PSV Eindhoven
- 1937-1940 :  TSV Weißwasser
- 1941 :  SV Gelb-Weiß Görlitz
- 1942 :  SG SS Straßburg
- 1942-1944 :  Spvgg Breslau 02
- 1946-1950 :  SG Cottbus-Ost
- 1950-195? :  BSG Rotation Babelsberg

### En tant qu'entraîneur
- 1957-1959 :  KVP Vorwärts Potsdam
- 1960-1965 :  SC Potsdam
- 1965-1979 :  Motor Babelsberg

## Palmarès
- Championnat des Pays-Bas de football

- - Champion en 1935
- Gauliga Elsass
  - Champion en 1942
- Meilleur buteur du championnat est-allemand
  - Récompensé en 1951